# انقلاب آرام

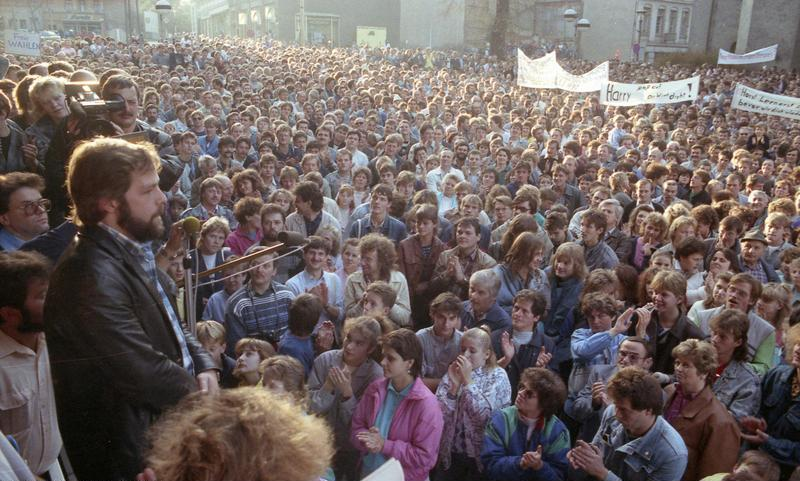
یکی از تظاهرات‌ها در برابر تالار شهر پلاون

انقلاب آرام (به آلمانی: Friedliche Revolution) به مجموعه اعتراض‌های سیاسی آرام و مدنی گفته می‌شود که علیه حکومت جمهوری دموکراتیک آلمان (آلمان شرقی) روی داد. این مجموعه اعتراض‌ها که دربرگیرنده جنبش مهاجرت (بیشتر به آلمان غربی) و تظاهرات خیابانی بودند، حالتی از مقاومت بدون خشونت بود که آن را مقاومت مدنی هم می‌خوانند.
این رخداد بخشی از انقلابات سال ۱۹۸۹ بود. 
این اعتراض‌ها در تابستان ۱۹۸۹ و در پی ستایش حزب کمونیست چین از سوی دولت آلمان شرقی برای سرکوب خشونت‌بار تظاهرکنندگان میدان تیان‌آن‌من آغاز گردید. 